# 紧急下潜 (1943年电影)
《紧急下潜》（英語：Crash Dive）是一部于1943年上映的二战背景的彩色电影。本电影由阿奇·梅奧导演，W·R·博內特和喬·斯威靈编剧。本电影在奥斯卡奖中获得了奥斯卡最佳视觉效果奖。

## 剧情
美國海軍“海盗”号潛艇在北大西洋执行任务，追捕掠夺盟军船只的德国偽裝巡洋艦。“海盗”号的新执行官沃德·斯图尔特中尉（泰隆·鲍华 饰）在指挥了自己的PT艇之后被调到了潜艇上。在康涅狄格州新伦敦的潜艇基地，他向他的新舰长杜威·康纳斯（达纳·安德鲁斯 饰）少校请求周末休假，以便在接受新任务前解决他的事务。在开往华盛顿特区的火车上，斯图尔特意外地遇到了新伦敦学校教师珍·休利特（安妮·巴克斯特 饰）和她的学生。尽管她最初对他有抵触情绪，但他还是吸引了她，他们相爱了。
斯图尔特对PT艇的痴迷激怒了康纳斯，但在与一艘Q船交战后，两人成为朋友，康纳斯在战斗中受伤，斯图尔特将敌方击沉。斯图尔特不知道的是，康纳斯已经爱上了珍，但他推迟与她结婚，直到他晋升为指挥官，并获得相应的加薪，这样他才能养活她。当康纳斯发现斯图尔特正在追求的女人是珍时，两人之间的关系随之紧张起来。影片的高潮是“海盗”号对德国突击队的一个岛屿补给基地进行突袭。突袭之后，两个人讲和，在“海盗”号返回新伦敦后，斯图尔特和珍结婚了。

## 演员
| 演员          | 角色                 |
| ------------- | -------------------- |
| 泰隆·鲍华     | 沃德·斯图尔特中尉    |
| 安妮·巴克斯特 | 珍·休利特            |
| 达纳·安德鲁斯 | 杜威·康纳斯海軍少校  |
| 詹姆斯·格里森 | 邁克·麥克唐納        |
| 戴姆·梅·惠蒂  | 祖母                 |
| 哈利·摩爾根   | 布朗尼布朗中尉       |
| 班·卡特       | 奧利弗·克倫威爾·瓊斯 |

## 其他
本电影的中文配音译制版本曾于1989年6月4日在中国中央电视台播出，这在当天的新闻联播之前的由杜宪主持节目预告中有所提及。